# Francia dzsessz
A francia dzsessz az 1920-as években vált népszerűvé. Nemzetközi sikeressége az 1930-as években ért a csúcsra, és azóta is ott van.

## Történet
Az első világháborút követően számos amerikai emigráns telepedett le Párizsban. Franciaország nem szenvedett annyira a faji megkülönböztetéstől, mint az Amerikai Egyesült Államok, így a különböző kultúrákból származó zenei stílusok keveréke alakult ki. Eleinte Brazíliához hasonlóan a franciák is attól tartottak, hogy túlságosan nagy az amerikai befolyás, mielőtt a dzsesszt befogadták volna. Bár a franciáknál gyorsabbnak bizonyult az alkalmazkodás, és az 1930-as évekre már elfogadhatóvá vált a dzsessz. Az 1930-as és 1950-es évek között a biguine, – a francia karibi dzsessz egyik stílusa − népszerű volt a tánczenekarok körében.
Párizsban népszerűvé váltak a korai sztárok, mint Alexandre Stellio és Sam Castandet. Ennek egyik fontos eseménye a Quintette du Hot Club de France létrejötte 1934-ben. Ez az európai dzsessztörténet legjelentősebb együttesei közé tartozik.
Az 1940-es évek végétől a Le Caveau de la Huchette a francia és amerikai dzsesszzenészek fontos helyszínévé vált. Sok amerikai zenész élt Franciaországban Sidney Bechettől Archie Sheppig. Ezek az amerikaiak hatással is voltak a francia dzsesszre, ugyanakkor a francia dzsessznek is megvoltak a maga inspirációi, például a franciaországi cigány dzsesszre is. A hegedű és bizonyos fokig a gitár hagyományosan népszerűbb lett a francia dzsesszben, mint az amerikaiban. Jean-Luc Ponty és Stéphane Grappelli a francia dzsessz történetének legelismertebb hegedűsei közé tartozik.

## Francia dzsesszzenészek
- Sophie Alour
- Django Reinhardt
- Franck Amsallem
- Josephine Baker
- Lionel Belmondo
- Michel Benita
- Airelle Besson
- Claude Bolling
- Laurent Coulondre
- Benoit Delbecq
- David El Malek
- Laika Fatien
- Richard Galliano
- Jef Gilson
- Stéphane Grappelli
- Olivier Hutman
- Christian Jacob
- Michel Legrand
- Didier Lockwood
- Eddy Louiss
- Jacques Loussier
- Bernard Lubat
- Ibrahim Maalouf
- Pierre Michelot
- Alain Mion
- Francois Moutin
- Leila Olivesi
- Xavier Desandre Navarre
- Vincent Peirani
- Michel Petrucciani
- Guillaume Perret
- Jean-Michel Pilc
- Jean-Luc Ponty
- Michel Portal
- Henri Renaud
- Louis Sclavis
- Martial Solal
- Scott Tixier
- Baptiste Trotignon
- Erik Truffaz
- René Urtreger
- Maurice Vander
- Christian Vander
- Barney Wilen

## Fordítás
- Ez a szócikk részben vagy egészben  a   French jazz című angol Wikipédia-szócikk ezen változatának fordításán alapul.  Az eredeti cikk szerkesztőit annak laptörténete sorolja fel. Ez a jelzés csupán a megfogalmazás eredetét és a szerzői jogokat jelzi, nem szolgál a cikkben szereplő információk forrásmegjelöléseként.